# 알폰소 아라우

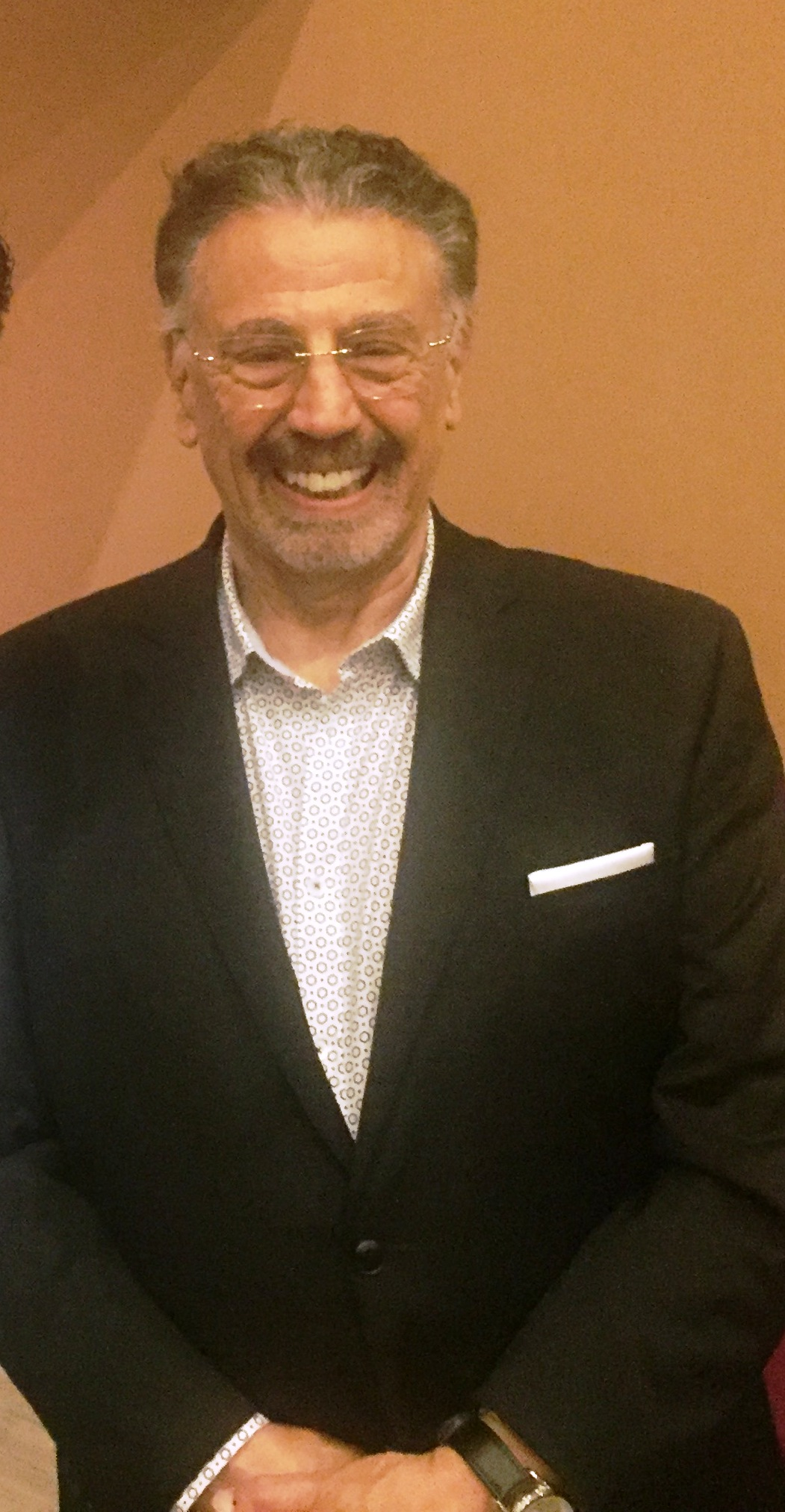

알폰소 아라우(스페인어: Alfonso Arau, 1932년 1월 11일 ~ )는 멕시코의 배우, 영화 감독, 각본가, 영화 제작자이다.
멕시코시티에서 태어났다.

## 출연 작품
- 코코 (2017년) - 훌리오 목소리 역
- 아이 하트 샤키 (2012년)
- 더 데드 원 (2007년)
- 자파타 (2004년)
- A Painted House (2003)
- 엔젤 아이즈 (2001년)
- 픽킹 업 더 피시스 (2000년)
- 러브 인 텍사스 (2000년) - 그램피 역
- 구름 속의 산책 (1995년)
- 달콤 쌉사름한 초콜릿 (1992년)
- 불사신 워커 (1987년) - 라우셋 역
- 쓰리 아미고 (1986년)
- 로맨싱 스톤 (1984년)
- 고물차 소동 (1980년) - 마누엘 역
- 엘 토포 (1971년) - 산적 역
- 맨발의 독수리 (1969년)

### 텔레비전
- 와일드 번치 (1969) - 헤레라 역
- 디즈니랜드 (1973)